# Tenagodus cumingii
Tenagodus cumingii là một loài ốc biển, là động vật thân mềm chân bụng sống ở biển thuộc họ Siliquariidae.